# Alerta (film)
Alerta (în engleză Outbreak) este un film american thriller de acțiune regizat de Wolfgang Petersen după un scenariu de Laurence Dworet și Robert Roy Pool bazat pe cartea de non-ficțiune The Hot Zone a lui Richard Preston. În rolurile principale au interpretat actorii Dustin Hoffman, Rene Russo, Morgan Freeman și Donald Sutherland, cu Cuba Gooding Jr., Kevin Spacey și Patrick Dempsey în roluri secundare. 
A fost produs de studiourile  și a avut premiera la 30 martie 1995, fiind distribuit de Warner Bros.. Coloana sonoră a fost compusă de James Newton Howard. 
Cheltuielile de producție s-au ridicat la 50.000.000 de dolari americani și a avut încasări de 189.800.000 de dolari americani.

## Rezumat
În 1967, virusul Motaba apare în junglele din Zair, provocând febră hemoragică. Pentru a preveni răspândirea acestuia, ofițerii militari americani Billy Ford și Donald McClintock distrug o tabără militară de mercenari cu soldați infectați.
În 1995, Motaba apare din nou în Zair, distrugând populația satului. Colonelul Sam Daniels, împreună cu echipa sa de virusologie, după ce s-au familiarizat cu virusul, se întorc în Statele Unite. Daniels îi cere generalului Billy Ford permisiunea de a studia un virus incapabil să se răspândească prin aer, dar împotriva căruia medicamentele cunoscute nu funcționează.

## Distribuție
Au interpretat actorii:
- Dustin Hoffman - Colonel Sam Daniels, MD
- Rene Russo - Dr. Roberta "Robby" Keough, MD
- Morgan Freeman - Brigadier General William "Billy" Ford, MD
- Donald Sutherland - Major General Donald "Donnie" McClintock
- Kevin Spacey - Lieutenant Colonel Casey Schuler, MD
- Cuba Gooding Jr. - Major Salt, MD
- Patrick Dempsey - James "Jimbo" Scott
- Zakes Mokae - Dr. Benjamin Iwabi
- Malick Bowens - Dr. Raswani
- Susan Lee Hoffman - Dr. Lisa Aronson
- Benito Martinez - Dr. Julio Ruiz
- Bruce Jarchow - Dr. Mascelli
- Leland Hayward III - Henry Seward
- Daniel Chodos - Rudy Alvarez
- Dale Dye - Lieutenant Colonel Briggs
- Diana Bellamy - Mrs. Pananides
- J. T. Walsh - White House Chief of Staff